# Wyoming-Ziesel
Der Wyoming-Ziesel (Urocitellus elegans, Syn.: Spermophilus elegans) ist eine Hörnchenart aus der Gattung Urocitellus. Er in drei Unterarten in drei voneinander getrennten Gebieten im Westen der Vereinigten Staaten von Nevada und Idaho über Teile von Montana, Wyoming und Colorado bis in den Westen von Nebraska vor.

## Merkmale
Der Wyoming-Ziesel erreicht eine Kopf-Rumpf-Länge von etwa 20,6 bis 21,6 Zentimetern, der Schwanz wird etwa 7,3 Millimeter lang und ist damit deutlich kürzer als der restliche Körper. Das Gewicht liegt bei etwa 280 bis 330 Gramm. Es handelt sich damit um eine kleine bis mittelgroße Art der Gattung mit im Vergleich zu anderen Arten großen Ohren und einem vergleichsweise langen Schwanz. Die Rückenfärbung ist grau, sandfarben und teilweise rauchgrau mit leichter Fleckung. Die Seiten des Kopfes, des Nackens und des Körpers sind gräulich und werden zum Rücken bräunlicher. Der Bauch ist heller rosa-, sand- oder zimtfarben. Die Oberseite des Schwanzes ist braun bis sandfarben.
Das Verbreitungsgebiet des Wyoming-Ziesels überlappt mit dem mehrerer anderer Arten der Gattung, mit denen er sympatrisch vorkommt. Im Vergleich zum Columbia-Ziesel (Urocitellus columbianus) ist der Wyoming-Ziesel etwas kleiner, von dem Belding-Ziesel (Urocitellus beldingi) unterscheidet er sich durch den etwas längeren Schwanz sowie die weniger rötliche Bauchfarbe. Der Uinta-Ziesel (Urocitellus armatus) ist unterseits weniger sandfarben und eher grau. Im Vergleich zum Richardson-Ziesel (Urocitellus richardsonii) ist der Wyoming-Ziesel etwas kleiner und die beiden Arten an Schädelmaßen unterschieden werden, gegenüber dem Townsend-Ziesel (Urocitellus townsendii) ist er größer und besitzt einen mehr zimtfarben gefärbten Bauch.

## Verbreitung
Der Wyoming-Ziesel kommt in drei voneinander getrennten Gebieten im Westen der Vereinigten Staaten von Nevada und Idaho über Teile von Montana, Wyoming und Colorado bis in den Westen von Nebraska vor. Dabei befindet sich ein Teil im Südosten Oregons, Nevada und den südlichen Idaho, ein weiterer im östlichen Idaho bis zum südwestlichen Montana und der dritte im nordöstlichen Utah, dem zentralen Colorado, einem großen Teil des südlichen bis zentralen Wyoming und dem äußersten Südwesten von Nebraska.

## Lebensweise
Der Wyoming-Ziesel ist tagaktiv und lebt vor allem in offenen Flächen, hauptsächlich in Hochlandwiesen und durch den Wüsten-Beifuß (Artemisia tridentata) geprägten Weiden der Bergregionen. Urocitellus elegans elegans kommt dabei typischerweise in Höhen von 1500 Metern bis über die Baumgrenze vor. Urocitellus elegans aureus kann in Teilen seines Verbreitungsgebietes auch in tieferen Regionen vorkommen, wahrscheinlich aufgrund der Konkurrenz und Verdrängung durch den Uinta-Ziesel.
Wie alle andere Arten der Gattung ist auch der Wyoming-Ziesel primär herbivor und die Nahrung besteht vor allem aus Gräsern und den Blättern verschiedener Kräuter, die Zusammensetzung kann jedoch variieren und gelegentlich werden auch Insekten, vor allem Heuschrecken, und andere tierliche Nahrung aufgenommen. Die Tages-Energiemenge pro Tier wird auf etwa 35,5 kcal geschätzt.  Sie überwintern in einem Winterschlaf, der in der Regel vom späten Juli bis zum frühen April reicht. Die Männchen beginnen ihren Winterschlaf vor den Weibchen und den Jungtieren, die sich spätestens ab September ebenfalls in die Baue zurückziehen. Im Frühjahr verlassen Männchen den Bau etwa eine Woche vor den Weibchen. Die Aktivitätsphasen der Wyoming-Ziesel während der Sommerzeit liegen vor allem am Morgen und am Abend, etwa 21 Stunden des Tages verbringen sie in ihrem unterirdischen Bau. Die Tiere leben in Kolonien, die vor allem aus nahe verwandten Tieren mit ihren Jungtieren bestehen und in denen die einzelnen Individuen jeweils eigene Baue bewohnen. Die Männchen verlassen die Kolonie nach der Entwöhnung. Die Territorien der Männchen umfassen 0,2 bis 0,4 Hektar, die Bestandszahlen der Art reichen von durchschnittlich 0,2 Individuen bis 48 Individuen pro Hektar. Vor allem während der Paarungszeit werden diese Territorien gegenüber Artgenossen verteidigt. Die Kommunikation der Tiere erfolgt über verschiedene chirp-Laute und Rufe verschiedener Länge.
Die Paarungszeit der Wyoming-Ziesel beginnt wenige Tage nach dem Aufwachen der Weibchen im Frühjahr, die etwa 5 Tage nach dem Erwachen einen Eisprung haben und dann für etwa 24 Stunden fruchtbar sind, die Männchen sind bereits beim Aufwachen reproduktionsfähig. Der Wurf kommt im unterirdischen Nest zur Welt und besteht aus durchschnittlich sechs Jungtieren. Sie verlassen den Bau zum ersten Mal nach etwa vier bis fünf Wochen.
In Teilen des Verbreitungsgebietes kommt es zu Konkurrenz und auch Verdrängungen mit anderen Hörnchenarten, speziell mit dem Uinta-Ziesel und dem Goldmantel-Ziesel (Callospermophilus lateralis). Während letzterer vom Wyoming-Ziesel verdrängt wird, kann sich ersterer in der Regel durchsetzen und verdrängt den Wyoming-Ziesel. Zudem bestehen regional Konkurrenzen um Ressourcen mit dem Gelbbauchmurmeltier (Marmota flaviventris) und dem Amerikanischen Pfeifhasen (Ochotona princeps). Mit dem Richardson-Ziesel kann es zu Verpaarungen und zu Hybriden kommen. Die Mortalität der Tiere während der Überwinterung ist vergleichsweise gering, die Überlebensrate liegt bei 55 bis 100 Prozent und unterscheidet sich zwischen den Männchen und Weibchen. Bei den Jungtieren ist die Mortalität höher. Im Sommer liegt die Überlebensrate bei 31 bis 75 Prozent, auch hier liegt sie bei Jungtieren niedriger. Als Fressfeinde sind verschiedene Raubtiere und Greifvögel dokumentiert, darunter der Habicht (Accipiter gentilis) und der Rotschwanzbussard (Buteo jamaicensis). Unter den Parasiten sind Ektoparasiten wie verschiedene Flöhe, Milben und Zecken dokumentiert, hinzu kommen Endoparasiten wie verschiedene Eimeria-Arten. Die Art ist zudem potenzieller Träger von Erregern der Pest (Yersinia pestis) und des Colorado-Zeckenfiebers.

## Systematik

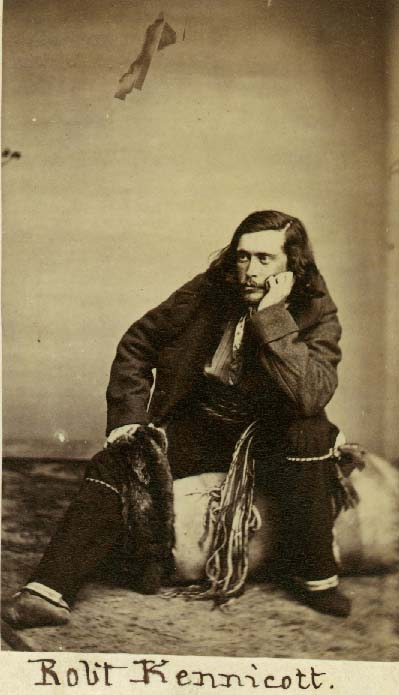
Robert Kennicott, Erstbeschreiber der Art

Der Wyoming-Ziesel wird als eigenständige Art innerhalb der Gattung Urocitellus eingeordnet, die aus zwölf Arten besteht. Die Art wurde lange als Teil der Ziesel und darin innerhalb der Untergattung Spermophilus eingeordnet. Nach einer umfassenden molekularbiologischen Untersuchung wurde der Columbia-Ziesel jedoch gemeinsam mit mehreren weiteren Arten der nun eigenständigen Gattung Urocitellus zugeordnet. Die wissenschaftliche Erstbeschreibung stammt von dem amerikanischen Naturforscher Robert Kennicott aus dem Jahr 1863. Er erstellte sie anhand von Individuen aus Fort Bridger im Uinta County, Wyoming, und beschrieb darin den Wyoming-Ziesel unter der Bezeichnung Spermophilus elegans. Teilweise wurde die Art und ihre heutigen Unterarten dem Richardson-Ziesel (Urocitellus richardsonii) zugeordnet.
Innerhalb der Art werden gemeinsam mit der Nominatform zwei Unterarten unterschieden:
- Urocitellus elegans elegans: Nominatform, kommt im nordöstlichen Utah, dem zentralen Colorado, einem großen Teil des südlichen bis zentralen Wyoming und dem äußersten Südwesten von Nebraska sowie im Südosten von Idaho vor. Es handelt sich um die kleinste und dunkelste Unterart, die Hinterfüße sind sehr klein.
- Urocitellus elegans aureus: Diese Unterart lebt im östlichen Idaho bis zum südwestlichen Montana. Die Bauchseite und die Unterseite des Schwanzes sind ocker- bis sandfarben, generell ist sie heller als die Nominatform.
- Urocitellus elegans nevadensis: Die Form kommt im Südosten Oregons (dort eventuell ausgestorben), Nevada und den südlichen Idaho vor. Es existiert nur eine bekannte Population in Idaho mit ein paar Tieren in Nevada. Die Oberseite ist braun, mehr grau, die Unterseite ist dunkel sandfarben.

## Status, Bedrohung und Schutz
Der Wyoming-Ziesel wird von der International Union for Conservation of Nature and Natural Resources (IUCN) als nicht gefährdet (Least Concern, LC) eingeordnet. Begründet wird dies durch das vergleichsweise große Verbreitungsgebiet sowie das angenommene häufige Vorkommen in zwei der drei Verbreitungsgebiete. Die Rückgänge sind nicht so deutlich, dass eine Einordnung in eine andere Gefährdungskategorie gerechtfertigt ist. Potenzielle Gefährdungen gehen vor allem von der Veränderung von Lebensräumen aus, insbesondere der Umwandlung von Steppengebieten in landwirtschaftliche Nutzflächen. Die Tiere sind zudem anfällig gegenüber der Pest, die zur Reduzierung der Bestände und teilweise zum Auslöschen einzelner Kolonien beiträgt. Regional wird der Ziesel als Schädling betrachtet und mit Gift getötet.

## Belege
1. 1 2 3 4 5 6 7 8 9 10 11 12 13  
Richard W. Thorington Jr., John L. Koprowski, Michael A. Steele: Squirrels of the World. Johns Hopkins University Press, Baltimore MD 2012, ISBN 978-1-4214-0469-1, S. 357–359.
2. 1 2 3  
Urocitellus elegans in der Roten Liste gefährdeter Arten der IUCN 2016.1. Eingestellt von: E. Yensen, NatureServe (T. Mabee, G. Hammerson), 2008. Abgerufen am 30. August 2016.
3. ↑  
Matthew D. Herron, Todd A. Castoe, Christopher L. Parkinson: Sciurid phylogeny and the paraphyly of holarctic ground squirrels (Spermophilus). Molecular Phylogenetics and Evolution 31, 2004; S. 1015–1030. (Volltext (Memento des Originals vom 17. April 2015 im Internet Archive)  Info: Der Archivlink wurde automatisch eingesetzt und noch nicht geprüft. Bitte prüfe Original- und Archivlink gemäß Anleitung und entferne dann diesen Hinweis., PMID 15120398)
4. ↑  
Kristofer M. Helgen, F. Russell Cole, Lauren E. Helgen, Don E. Wilson: Generic Revision in the holarctic ground squirrels genus Spermophilus. Journal of Mammalogy 90 (2), 2009; S. 270–305. doi:10.1644/07-MAMM-A-309.1
5. ↑  
Robert Kennicott: Descriptions of four new species of Spermophilus, in the collections of the Smithsonian Institution. Academy of Natural Sciences of Philadelphia Proceedings, 1863; S. 157–158. (Digitalisat)
6. 1 2  
David A. Zegers: Spermophilus elegans. Mammalian Species 214, 1984; S. 1–7. ( Volltext (Memento vom 16. März 2016 im Internet Archive))
7. 1 2  
Spermophilus elegans. In: Don E. Wilson, DeeAnn M. Reeder (Hrsg.): Mammal Species of the World. A taxonomic and geographic Reference. 2 Bände. 3. Auflage. Johns Hopkins University Press, Baltimore MD 2005, ISBN 0-8018-8221-4.